# Uefa Europa League

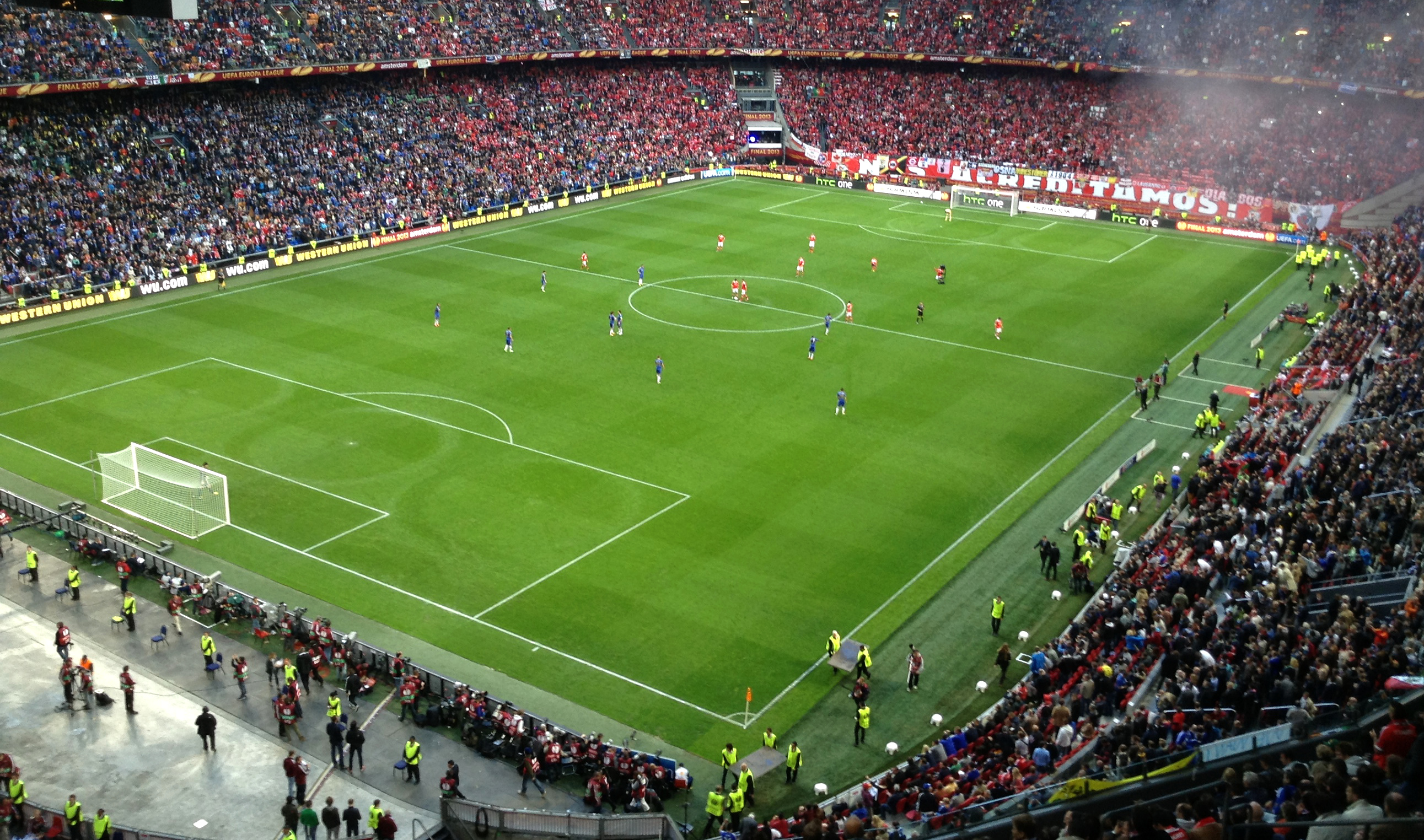
Uefa Europa League-finalen 2013 mellan Chelsea och Benfica på Amsterdam Arena.

Uefa Europa League, tidigare kallad Uefacupen, är den näst högsta fotbollsturneringen för klubblag i Europa, under Uefa Champions League och över Uefa Conference League. Turneringen, som arrangeras av Uefa varje säsong, spelades första gången säsongen 1971/72 då organisationen tog över Mässcupen som startat 1955. Från och med säsongen 2009/10 ändrades namnet från Uefacupen till Uefa Europa League.
Formatet, som har ändrats flera gånger genom åren, består av ett seriespel följt av ett slutspel. Före seriespelet är det flera kvalomgångar, även om de flesta klubbarna i seriespelet antingen är direktkvalificerade eller får en plats där efter att ha blivit utslagna i kvalspelet till Uefa Champions League. Lågt rankade länders klubbar har ingen plats i kvalspelet över huvud taget, medan de något bättre rankade ländernas klubbar måste spela upp till fyra kvalomgångar för att ta sig till seriespelet. Vilka länder som får ha direktkvalificerade klubbar och var olika klubbar går in i kvalet avgörs av ländernas Uefa-koefficient, som baseras på prestationerna i de europeiska cuperna under de fem säsonger som föregick den närmast föregående säsongen (för till exempel säsongen 2025/26 tog man alltså hänsyn till de fem säsongerna från och med 2019/20 till och med 2023/24).
När turneringen drog igång i början av 1970-talet och under många år framöver var det dock en ren utslagsturnering. Gruppspel infördes först säsongen 2004/05, och utökades efter det för att sedan minskas. Gruppspel avskaffades och ersattes av seriespel säsongen 2024/25.
I det ursprungliga utslagsformatet, och därefter i det slutspel som följt på grupp- eller seriespel, har klubbarna mötts hemma och borta. Detta gällde från början även finalen, men sedan säsongen 1997/98 avgörs finalen i en enda match på neutral plan. Vid ett tillfälle har det dock inträffat att vinnarna haft favör av hemmaplan: 2002 då Feyenoord besegrade Borussia Dortmund hemma på Feijenoordstadion med 3–2. En gång har den förlorande klubben haft hemmaplan: 2005 då Sporting Lissabon fick ge sig mot CSKA Moskva på Estádio José Alvalade.
Vinnaren av turneringen är garanterad en plats i nästföljande säsongs seriespel i Uefa Champions League och får spela i Uefa Super Cup mot vinnaren av Uefa Champions League.
Spanska klubbar har varit de mest framgångsrika genom åren med 14 finalvinster och fem finalförluster i Uefacupen och Uefa Europa League till och med 2025. Engelska klubbar har varit näst bäst med tio finalvinster och nio finalförluster, men italienska klubbar är inte långt efter med tio finalvinster och åtta finalförluster. Sevilla har varit den mest framgångsrika klubben med sju finalvinster och inga finalförluster. Uefacupen är den enda stora europeiska cup som vunnits av en svensk klubb; detta genom IFK Göteborg som först vann turneringen säsongen 1981/82 och sedan upprepade bedriften säsongen 1986/87.

## Föregångare
Den första Mässcupen (Inter-Cities Fairs Cup), som spelades mellan 1955 och 1958, var en turnering öppen för städer där det hölls mässor och inte nödvändigtvis klubbar – städer med mer än en klubb skickade ibland kombinationslag med spelare från stadens olika klubbar. Sedermera blev kombinationslagen färre, och från mitten av 1960-talet deltog endast europeiska klubbar som kvalificerat sig genom en placering, normalt andra till fjärde plats, i sin inhemska liga. Man införde dock en regel om att endast en klubb per stad fick delta.
Under tidigt 1960-tal dominerade Sydeuropa och framför allt Spanien turneringen; bland de tidiga vinnarna fanns Barcelona, Valencia och Real Zaragoza. Turneringen växte i prestige och omfång och säsongen 1964/65 deltog totalt 48 klubbar. Säsongen 1967/68 vann Leeds United som första klubb från norra Europa turneringen. Samma klubb vann även turneringen under dess sista år, säsongen 1970/71, då totalt 64 klubbar deltog.

## Historia

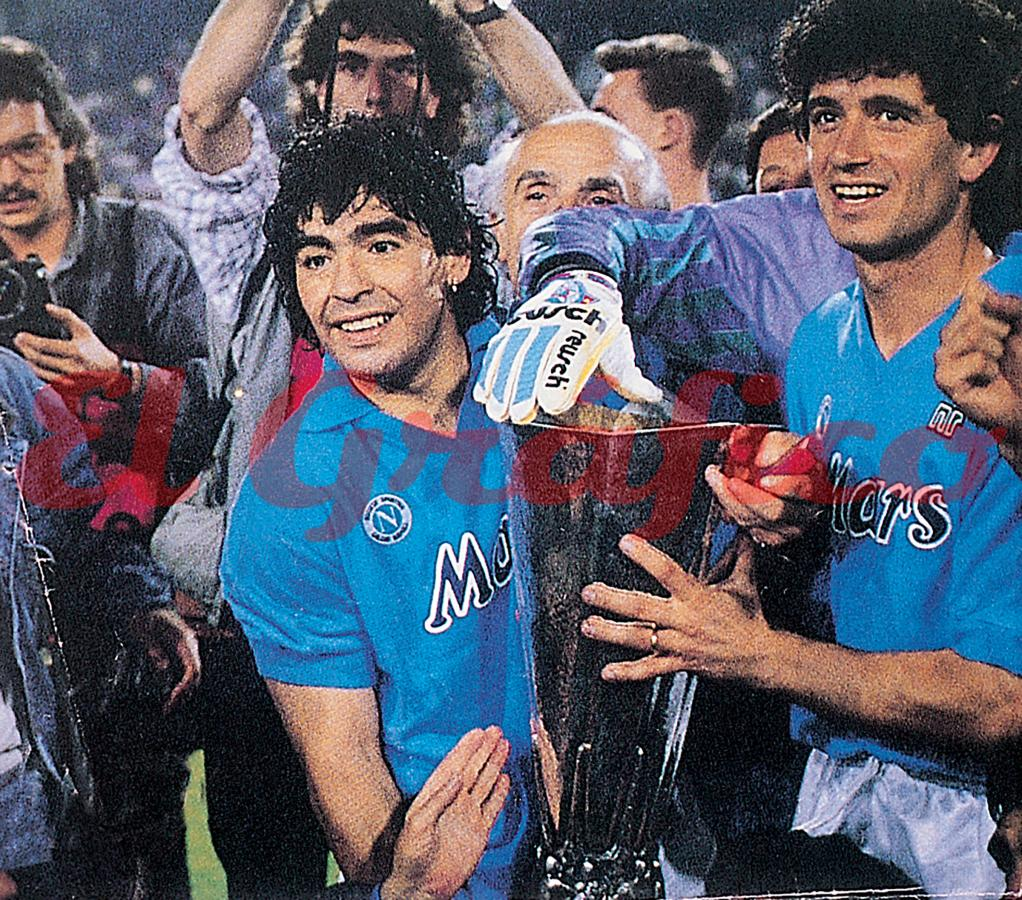
Diego Maradona och lagkamrater i Napoli firar segern i Uefacupfinalen 1989.

Mässcupen växte så i betydelse att Uefa redan 1966 tog ett kongressbeslut på att ta över ansvaret för turneringen. Organisatörerna av Mässcupen, däribland engelsmannen Sir Stanley Rous, som även var Fifas president, stretade dock emot och det var inte förrän inför säsongen 1971/72 som Uefa till slut kunde ta över turneringen och göra om den till Uefacupen. Turneringen fick ett startfält med 64 klubbar, vilka var de bäst placerade i sina ligor av de som inte hade kvalificerat sig för Europacupen eller Cupvinnarcupen. Genom fem utslagsomgångar reducerades de till de två finalklubbarna. Alla omgångar, även finalen, spelades som dubbelmöten hemma/borta. Det första målet i turneringens historia gjordes den 14 september 1971 av Yaşar Mumcuoğlu för turkiska Fenerbahçe.
Mässcupens regel om en klubb per stad fortsatte att tillämpas av engelska The Football League, och togs inte bort förrän 1975. Everton hade slutat på fjärde plats i engelska högstaligan och skulle därmed ha kvalificerat sig för Uefacupen säsongen 1975/76, men nekades att spela eftersom Liverpool från samma stad också hade kvalificerat sig genom att komma tvåa. Efter hot från Uefa att utestänga engelska klubbar från spel i de europeiska cuperna om inte regeln togs bort valde The Football League att ändra sig och ge platsen till Everton.
I början av 1980-talet började svenska klubbar röna framgångar i Uefacupen och dessa kröntes med IFK Göteborgs finalvinst säsongen 1981/82 då de besegrade storfavoriten Hamburg med sammanlagt 4–0 i finalen. IFK Göteborg upprepade bedriften säsongen 1986/87 då de besegrade Dundee United i finalen med 2–1 sammanlagt.
Turneringen var länge öppen för tvåorna och treorna i de inhemska ligorna (förutom i några av de stora ligorna där även fyrorna och femmorna var kvalificerade), men säsongen 1994/95 tillkom mästarna i lägre rankade ligor, vilka under den och de två följande säsongerna var utestängda från spel i Uefa Champions League. Ärligt spel (fair play) av länders klubbar och landslag i Uefa-turneringar under föregående säsong gav från och med säsongen 1995/96 tre platser i Uefacupen (högst en plats per land). Det fanns sex kriterier: Gula och röda kort (som ledde till poängavdrag), positivt spel, respekt för motståndaren, respekt för domaren, lagfunktionärernas uppträdande och publikens uppträdande. Säsongen 1995/96 var också den första säsongen då platser gavs i Uefacupen till klubbar som spelat i Intertotocupen.
Säsongen 1996/97 tillkom klubbar som åkt ut i kvalspelet till Uefa Champions League. Till nästföljande säsong var mästarna i de lägre rankade ligorna tillbaka i Uefa Champions League och samma säsong fick även tvåorna i de högst rankade ligorna delta i Uefa Champions League i stället för i Uefacupen. Från och med den säsongen ändrades också hur finalen i Uefacupen spelades. I stället för ett dubbelmöte hemma/borta avgjordes finalen i en enda match på neutral plan.
Uefa avskaffade Cupvinnarcupen 1999 och efter det deltog även vinnarna av de inhemska cuperna i Uefacupen. En annan nyhet säsongen 1999/00 var att treorna i det första gruppspelet i Uefa Champions League flyttades över till Uefacupen. Turneringen svällde därmed till nästan 150 klubbar och en extra kvalomgång lades till.

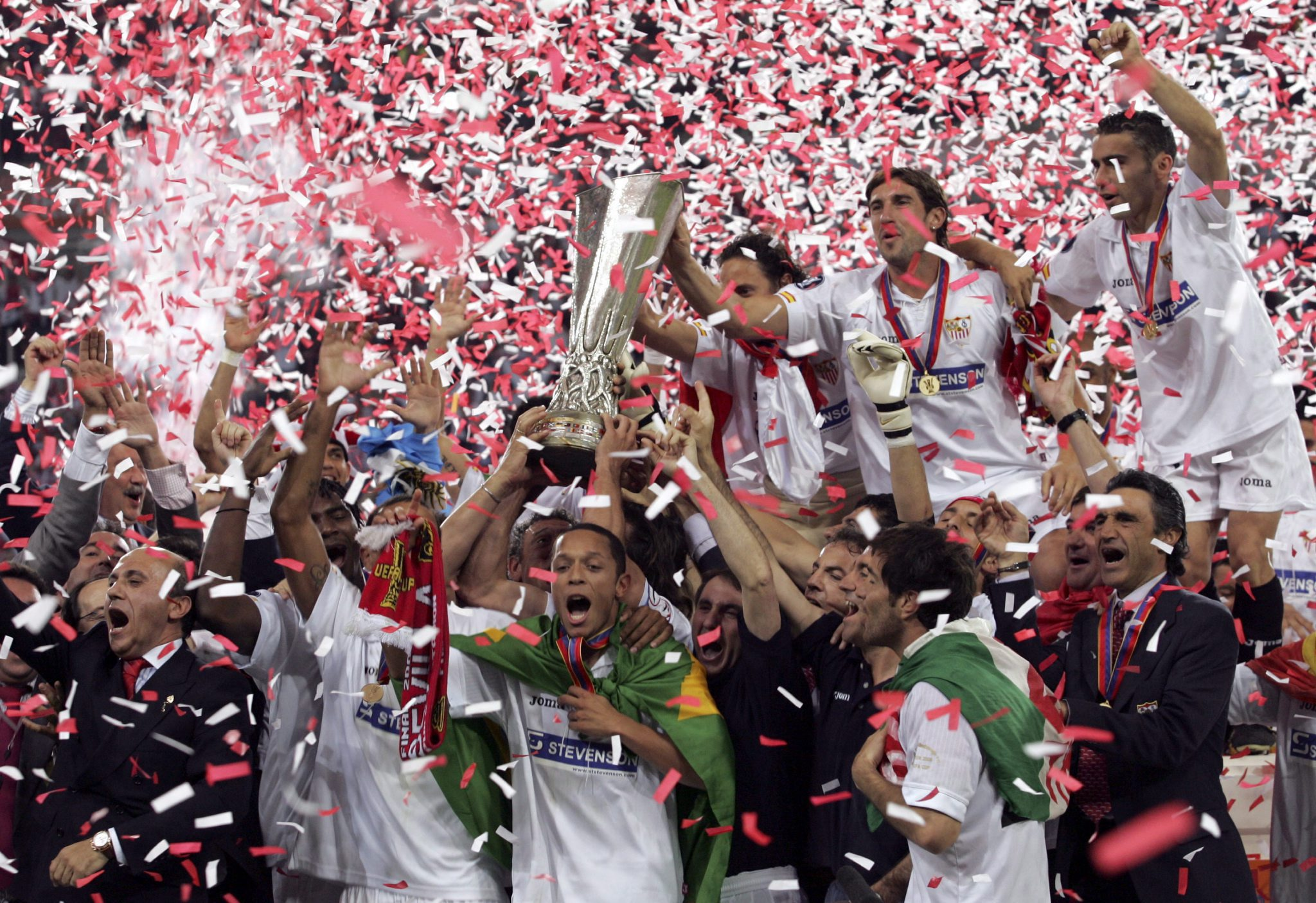
Spelare i Sevilla firar segern i Uefacupfinalen 2006.

Gruppspel infördes säsongen 2004/05, med 40 klubbar indelade i åtta grupper med vardera fem klubbar, där de tre bästa i varje grupp gick vidare till slutspel. I gruppspelet handlade det om enkelmöten, med två hemmamatcher och två bortamatcher för varje klubb. Till slutspelet gick även treorna i Uefa Champions Leagues gruppspel. Detta format behölls till och med säsongen 2008/09.
Turneringen döptes om till Uefa Europa League inför säsongen 2009/10 och formatet ändrades samtidigt för att efterlikna det som användes i Uefa Champions League. Totalt deltog 192 klubbar den säsongen. I det nya gruppspelet var det tolv grupper med vardera fyra klubbar, totalt 48 klubbar, och inom varje grupp var det nu dubbelmöten så att varje klubb spelade sex gruppspelsmatcher i stället för fyra som det var tidigare. De två bästa i varje grupp gick till slutspel, liksom treorna i Uefa Champions Leagues gruppspel. Eftersom Intertotocupen hade lagts ned var det från och med denna säsong inte längre möjligt att kvalificera sig för turneringen på det sättet. Det första målet i Uefa Europa Leagues gruppspel gjordes den 17 september 2009 av Alberto Zapater för italienska Genoa.
Med början säsongen 2015/16 fick de regerande mästarna av Uefa Europa League en plats i Uefa Champions League, åtminstone i playoffomgången men till och med i gruppspelet om de regerande mästarna av Uefa Champions League kvalificerade sig för gruppspelet även genom ligaplacering. Den första klubben att dra nytta av denna regel var Sevilla, som vann Uefa Europa League säsongen 2014/15. Möjligheten att ta sig in i Uefa Europa League tack vare ärligt spel upphörde inför säsongen 2016/17.
På grund av covid-19-pandemin sköts större delen av slutspelet säsongen 2019/20 upp från våren 2020 till augusti samma år. Alla matcher från kvartsfinal och framåt spelades då som enkelmöten på neutral plan i Tyskland inför tomma läktare. Fördröjningen ledde till att säsongen 2020/21 kom igång senare än vanligt och alla matcher i kvalomgångarna spelades som enkelmöten inför tomma läktare.

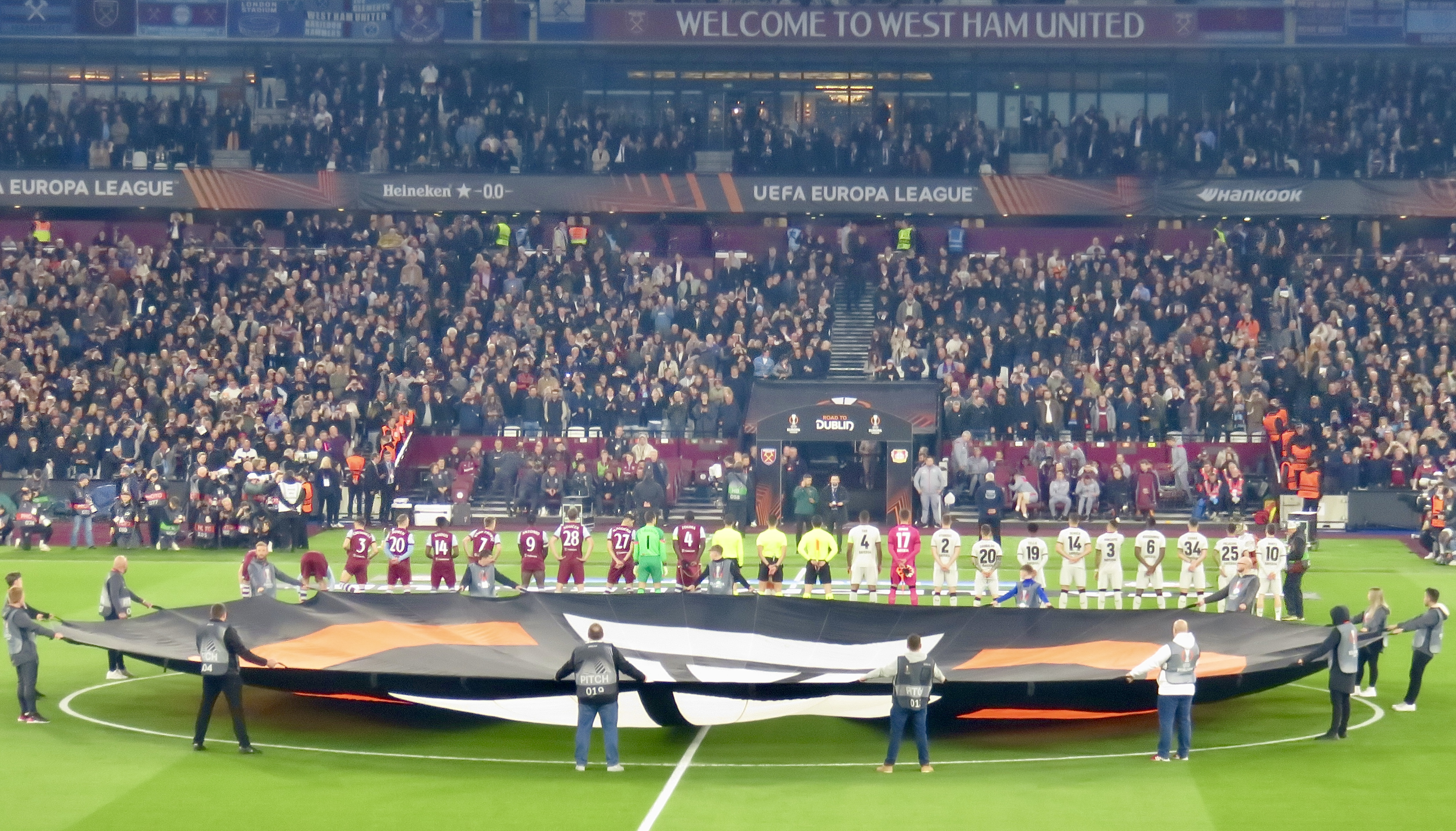
Inför en match mellan West Ham United och Bayer Leverkusen säsongen 2023/24.

Säsongen 2021/22 avskaffades bortamålsregeln, som hade gällt i alla dubbelmöten i hela turneringen sedan allra första början. Samma säsong genomfördes en stor förändring av Uefa Europa Leagues format i och med skapandet av den lägre rankade turneringen Uefa Europa Conference League. De flesta av klubbarna som tidigare hade kvalificerat sig för spel i Uefa Europa League hamnade nu i stället i Uefa Europa Conference League. Kvar i Uefa Europa League var bara vinnarna av de inhemska cuperna i de 15 högst rankade länderna samt de klubbar som precis missade att kvala in till Uefa Champions League på ligaplacering i de fem högst rankade länderna. I övrigt bestod Uefa Europa League av klubbar som åkt ut ur Uefa Champions League samt föregående säsongs mästare av Uefa Europa Conference League. Gruppspelet i Uefa Europa League minskades från 48 klubbar till 32.
Efter bara tre år genomgick turneringen en ny stor förändring säsongen 2024/25. Då avskaffades gruppspelet till förmån för ett seriespel med 36 klubbar, fyra fler än antalet som hade varit med i gruppspelet de föregående säsongerna. Med så många klubbar i en serie var det inte möjligt för alla klubbar att möta alla de andra, utan det bestämdes att klubbarna skulle spela åtta matcher mot åtta olika motståndare, vilka lottades fram. De åtta bästa klubbarna i serien kvalificerade sig direkt för åttondelsfinal, medan klubbarna på plats 9–24 gjorde upp i dubbelmöten om de åtta kvarvarande platserna.

## Format
Normalt sett är det totalt 78 klubbar som deltar i turneringen, varav 32 kommer från Uefa Champions League. Turneringen består av tre delar – kvalspel, seriespel och slutspel.

### Kvalspel
Turneringen inleds med ett kvalspel till seriespelet. Kvalspelet fram till playoffomgången består av två delar – en för icke-mästare (main path), som består av tre omgångar, och en för ligamästare som åkt ur kvalspelet till Uefa Champions Leagues seriespel (champions path), som består av en omgång. Efter dessa separata kvalomgångar följer en gemensam playoffomgång. I kvalspelet deltar normalt sett totalt 54 klubbar som slåss om tolv platser i seriespelet.
Vilka länders klubbar som deltar i kvalspelet och när klubbarna går in i kvalspelet avgörs av ländernas Uefa-koefficient, som baseras på prestationerna i de europeiska cuperna under de fem säsonger som föregick den närmast föregående säsongen.
I varje kvalomgång delas klubbarna in i två lika stora halvor – en seedad och en oseedad. Seedningen baseras på klubbarnas Uefa-koefficient, som baseras på prestationerna i de europeiska cuperna under de fem närmast föregående säsongerna. Det finns möjlighet att vid behov dela in klubbarna i mindre grupper med lika många seedade och oseedade klubbar. Därefter lottas en seedad klubb att möta en oseedad. Två klubbar från samma land får inte mötas i kvalspelet.
Varje möte i kvalspelet består av ett dubbelmöte hemma/borta där den klubb som sammanlagt gör flest mål går vidare till nästa omgång. Om båda klubbarna sammanlagt gör lika många mål (bortamålsregeln tillämpas inte) blir det förlängning. Om inga mål görs i förlängningen eller om båda klubbarna gör lika många mål blir det till slut ett avgörande via straffsparksläggning. Klubbarna som åker ut i kvalspelet får plats i Uefa Conference League.
Kvalspelet består av fyra omgångar enligt följande grundschema:
- Första kvalomgången (18 klubbar) (de 9 förlorarna får plats i andra kvalomgångens main path till Uefa Conference Leagues seriespel)
  - Cupmästarna från länder rankade 16–33 (18 klubbar)
- Andra kvalomgången (16 klubbar varav 7 nytillkomna) (de 8 förlorarna får plats i tredje kvalomgångens main path till Uefa Conference Leagues seriespel)
  - Vinnarna i första kvalomgången (9 klubbar)
  - Ligatreorna från länder rankade 7–12 (6 klubbar)
  - Ligafyran från land rankat 6 (1 klubb)
- Tredje kvalomgången (26 klubbar varav 18 nytillkomna)
  - Main path (14 klubbar varav 6 nytillkomna) (de 7 förlorarna får plats i playoffomgångens main path till Uefa Conference Leagues seriespel)
    - Vinnarna i andra kvalomgången (8 klubbar)
    - Cupmästarna från länder rankade 13–15 (3 klubbar)
    - Förlorarna i andra kvalomgångens league path till Uefa Champions Leagues seriespel (3 klubbar)

  - Champions path (12 klubbar varav 12 nytillkomna) (de 6 förlorarna får plats i playoffomgångens champions path till Uefa Conference Leagues seriespel)
    - Förlorarna i andra kvalomgångens champions path till Uefa Champions Leagues seriespel (12 klubbar)
- Playoffomgången (24 klubbar varav 11 nytillkomna) (de 12 förlorarna får plats i Uefa Conference Leagues seriespel)
  - Vinnarna i tredje kvalomgångens main path (7 klubbar)
  - Vinnarna i tredje kvalomgångens champions path (6 klubbar)
  - Cupmästarna från länder rankade 8–12 (5 klubbar)
  - Förlorarna i tredje kvalomgångens champions path till Uefa Champions Leagues seriespel (6 klubbar)

Om man i stället ser kvalspelet ur de deltagande ländernas synvinkel ser grundschemat ut så här:
- Länder rankade 1–5
  - Ingen deltagande klubb i kvalspelet
- Land rankat 6
  - Ligafyran går in i andra kvalomgången
- Land rankat 7
  - Ligatrean går in i andra kvalomgången
- Länder rankade 8–12
  - Cupmästarna går in i playoffomgången
  - Ligatreorna går in i andra kvalomgången
- Länder rankade 13–15
  - Cupmästarna går in i tredje kvalomgången
- Länder rankade 16–33
  - Cupmästarna går in i första kvalomgången
- Länder rankade 34–55
  - Ingen deltagande klubb i kvalspelet

### Seriespel

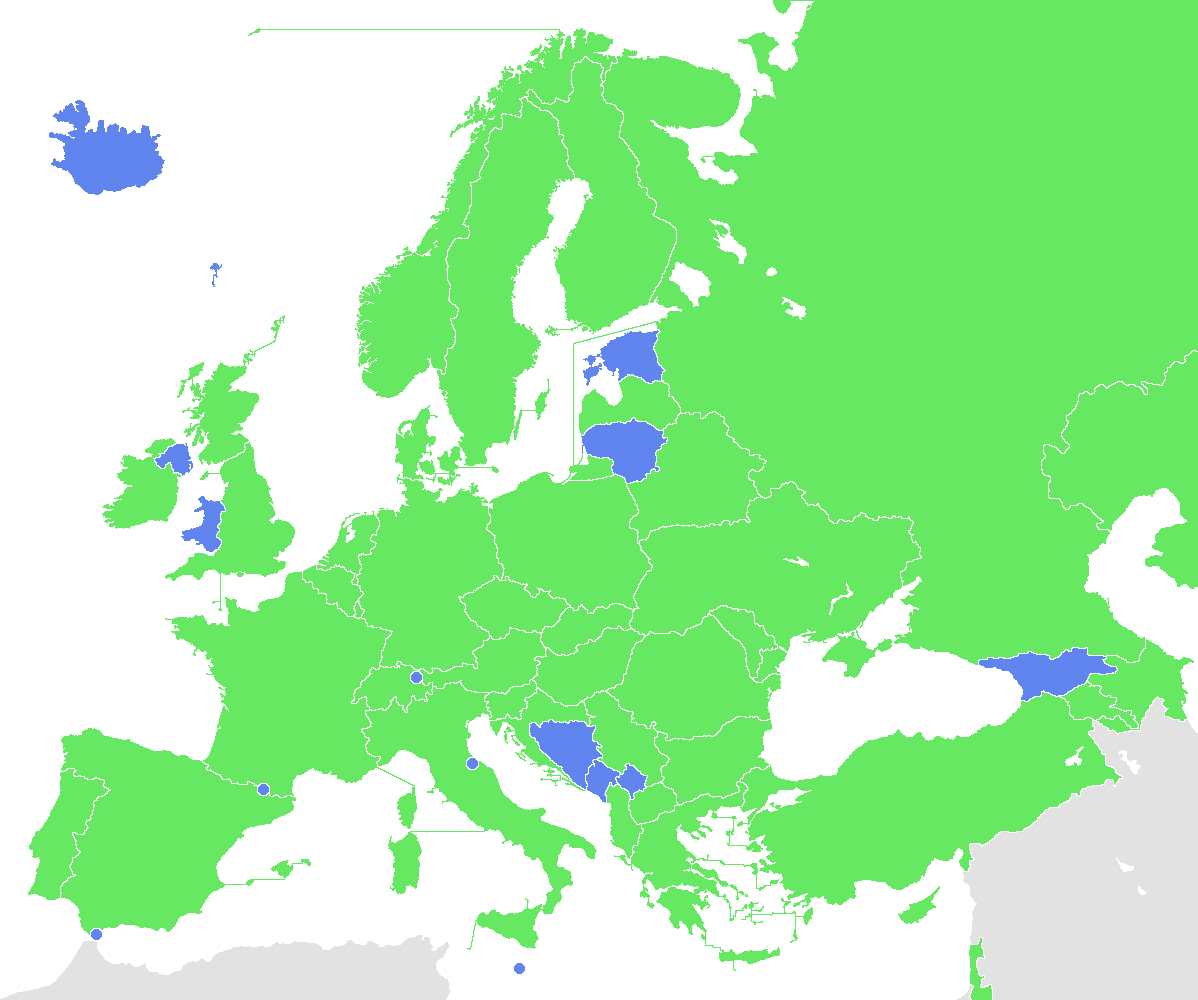
Karta som visar vilka länder som haft klubbar i Uefa Europa Leagues grupp- eller seriespel (grönt) och vilka länder som inte haft det (blått).

I seriespelet deltar 36 klubbar som kvalificerat sig på följande sätt:
- Från kvalspelet (12 klubbar)
  - Vinnarna i playoffomgången (12 klubbar)
- Direktkvalificerade (24 klubbar)
  - Cupmästarna från länder rankade 1–7 (7 klubbar)
  - Ligafemmorna från länder rankade 1–5 (5 klubbar)
  - Förlorarna i tredje kvalomgångens league path till Uefa Champions Leagues seriespel (4 klubbar)
  - Förlorarna i playoffomgångens league path till Uefa Champions Leagues seriespel (2 klubbar)
  - Förlorarna i playoffomgångens champions path till Uefa Champions Leagues seriespel (5 klubbar)
  - Regerande mästarna av Uefa Conference League (1 klubb)

De 36 klubbarna delas inför lottningen in i fyra seedningsgrupper med nio klubbar vardera efter klubbarnas Uefa-koefficienter. Under lottningen ser en dator till att varje klubb slumpmässigt tilldelas två motståndare från varje seedningsgrupp och att en av dessa möts på hemmaplan och en på bortaplan. I princip får inte två klubbar från samma land mötas och en klubb får inte möta fler än två klubbar från ett och samma land, men avsteg från dessa principer kan göras vid behov. Varje klubb spelar därmed åtta matcher mot åtta olika motståndare, fyra hemma och fyra borta. I princip spelar ingen klubb mer än två hemma- eller bortamatcher i rad och varje klubb spelar en hemma- och en bortamatch i de första två omgångarna och i de sista två omgångarna, men avsteg från dessa principer kan göras vid behov. Vinst ger tre poäng, oavgjort ger en poäng och förlust ger noll poäng.
Om två eller fler klubbar hamnar på samma poäng efter det att seriespelet är färdigspelat rankas de efter följande kriterier:
1. Bäst målskillnad
2. Flest gjorda mål
3. Flest gjorda mål på bortaplan
4. Flest vinster
5. Flest vinster på bortaplan
6. Flest poäng som de åtta motståndarna tagit sammanlagt
7. Bäst målskillnad för de åtta motståndarna sammanlagt
8. Flest gjorda mål av de åtta motståndarna sammanlagt
9. Lägst bestraffningspoäng (rött kort ger tre poäng, gult kort ger en poäng, två gula kort i samma match ger tre poäng)
10. Högst Uefa-koefficient

De åtta högst placerade klubbarna i seriespelet går direkt till åttondelsfinal, medan de 16 klubbarna på plats 9–24 går till slutspelets playoffomgång. För klubbarna på plats 25–36 är säsongens europaspel över, det sker ingen överflyttning till Uefa Conference League i det här läget.

### Slutspel
Efter seriespelet vidtar slutspelet, där turneringens mästare utses. De 24 klubbar som deltar i slutspelet rankas efter vilken slutplacering de hade i seriespelet. Inför lottningen av den första slutspelsomgången, kallad playoffomgången, som klubbarna på plats 1–8 i seriespelet står över, delas klubbarna in i fyra seedade par (klubbarna på plats 9–10, 11–12, 13–14 och 15–16) och fyra oseedade par (klubbarna på plats 17–18, 19–20, 21–22 och 23–24). Klubbarna på plats 9–10 lottas att möta någon av klubbarna på plats 23–24, klubbarna på plats 11–12 lottas att möta någon av klubbarna på plats 21–22, klubbarna på plats 13–14 lottas att möta någon av klubbarna på plats 19–20 och klubbarna på plats 15–16 lottas att möta någon av klubbarna på plats 17–18. I princip spelar de seedade klubbarna returmatcherna på hemmaplan.
Inför lottningen av nästa omgång, åttondelsfinalerna, delas klubbarna på plats 1–8 i seriespelet in i fyra seedade par (klubbarna på plats 1–2, 3–4, 5–6 och 7–8). Klubbarna placeras in i slutspelsträdet så att klubbarna på plats 1–2 får möta vinnarna av matcherna mellan klubbarna på plats 15–16 och 17–18, klubbarna på plats 3–4 får möta vinnarna av matcherna mellan klubbarna på plats 13–14 och 19–20, klubbarna på plats 5–6 får möta vinnarna av matcherna mellan klubbarna på plats 11–12 och 21–22 och klubbarna på plats 7–8 får möta vinnarna av matcherna mellan klubbarna på plats 9–10 och 23–24. I princip spelar de seedade klubbarna returmatcherna på hemmaplan.
Det fortsatta slutspelsträdet, omfattande kvartsfinaler, semifinaler och final, är utformat så att de högst placerade klubbarna i seriespelet möts så sent som möjligt om de går vidare. Klubbarna på plats 1 och 2 kan till exempel tidigast mötas i finalen. I kvartsfinalerna och semifinalerna lottas det vilka klubbar som spelar returmatcherna på hemmaplan.
Ändringar av lottningsreglerna i slutspelet som de beskrivits ovan kan göras vid behov.
Varje möte i slutspelet utom finalen avgörs på samma sätt som i kvalspelet, alltså i ett dubbelmöte hemma/borta där den klubb som sammanlagt gör flest mål går vidare till nästa omgång och där det vid lika ställning efter två matcher följer förlängning och, vid behov, straffsparksläggning. Om omständigheterna kräver det kan ett möte dock avgöras genom en enda match.
Finalen avgörs genom en enda match på en i förväg bestämd neutral arena. Om resultatet är oavgjort vid full tid vidtar förlängning och, vid behov, straffsparksläggning.
Klubben som vinner Uefa Europa League är garanterad en plats i nästföljande säsongs seriespel i Uefa Champions League och får spela i Uefa Super Cup mot vinnaren av Uefa Champions League.

## Finalresultat

### Uefacupfinaler

#### 1971/72–1996/97
Fram till och med säsongen 1996/97 avgjordes finalen i bäst av två matcher där klubbarna möttes hemma och borta. I tabellen nedan markeras de sammanlagda vinnarna med fet stil.
| Säsong  | Hemmalag                 | Resultat   | Bortalag                 | Arena                                  | Anmärkning |
| ------- | ------------------------ | ---------- | ------------------------ | -------------------------------------- | --- |
| 1971/72 | Wolverhampton Wanderers  | 1–2        | Tottenham Hotspur        | Molineux Stadium, Wolverhampton        | Första finalen mellan två klubbar från samma land. Första finalen mellan två engelska klubbar.                            |
| 1971/72 | Tottenham Hotspur        | 1–1        | Wolverhampton Wanderers  | White Hart Lane, London                | Första finalen mellan två klubbar från samma land. Första finalen mellan två engelska klubbar.                            |
| 1972/73 | Liverpool                | 3–0        | Borussia Mönchengladbach | Anfield, Liverpool                     | Första finalen med en tysk klubb.                                                                                         |
| 1972/73 | Borussia Mönchengladbach | 2–0        | Liverpool                | Bökelbergstadion, Mönchengladbach      | Första finalen med en tysk klubb.                                                                                         |
| 1973/74 | Tottenham Hotspur        | 2–2        | Feyenoord                | White Hart Lane, London                | Första finalen med en nederländsk klubb.                                                                                  |
| 1973/74 | Feyenoord                | 2–0        | Tottenham Hotspur        | Feijenoordstadion, Rotterdam           | Första finalen med en nederländsk klubb.                                                                                  |
| 1974/75 | Borussia Mönchengladbach | 0–0        | Twente                   | Rheinstadion, Düsseldorf               | Första finalen utan engelskt deltagande.                                                                                  |
| 1974/75 | Twente                   | 1–5        | Borussia Mönchengladbach | Diekmanstadion, Enschede               | Första finalen utan engelskt deltagande.                                                                                  |
| 1975/76 | Liverpool                | 3–2        | Club Brugge              | Anfield, Liverpool                     | Första finalen med en belgisk klubb. Liverpool blev första klubb att vinna två gånger.                                    |
| 1975/76 | Club Brugge              | 1–1        | Liverpool                | Olympiastadion, Brygge                 | Första finalen med en belgisk klubb. Liverpool blev första klubb att vinna två gånger.                                    |
| 1976/77 | Juventus                 | 1–0        | Athletic Bilbao          | Stadio Comunale, Turin                 | Första finalen med en italiensk klubb. Första finalen med en spansk klubb. Juventus vann på flest gjorda bortamål.        |
| 1976/77 | Athletic Bilbao          | 2–1        | Juventus                 | Estadio San Mamés, Bilbao              | Första finalen med en italiensk klubb. Första finalen med en spansk klubb. Juventus vann på flest gjorda bortamål.        |
| 1977/78 | Bastia                   | 0–0        | PSV                      | Stade Armand-Cesari, Bastia            | Första finalen med en fransk klubb.                                                                                       |
| 1977/78 | PSV                      | 3–0        | Bastia                   | Philips Stadion, Eindhoven             | Första finalen med en fransk klubb.                                                                                       |
| 1978/79 | Röda stjärnan            | 1–1        | Borussia Mönchengladbach | Stadion Crvena Zvezda, Belgrad         | Första finalen med en jugoslavisk klubb.                                                                                  |
| 1978/79 | Borussia Mönchengladbach | 1–0        | Röda stjärnan            | Rheinstadion, Düsseldorf               | Första finalen med en jugoslavisk klubb.                                                                                  |
| 1979/80 | Borussia Mönchengladbach | 3–2        | Eintracht Frankfurt      | Bökelbergstadion, Mönchengladbach      | Första finalen mellan två tyska klubbar. Eintracht Frankfurt vann på flest gjorda bortamål.                               |
| 1979/80 | Eintracht Frankfurt      | 1–0        | Borussia Mönchengladbach | Waldstadion, Frankfurt                 | Första finalen mellan två tyska klubbar. Eintracht Frankfurt vann på flest gjorda bortamål.                               |
| 1980/81 | Ipswich Town             | 3–0        | AZ                       | Portman Road, Ipswich                  | |
| 1980/81 | AZ                       | 4–2        | Ipswich Town             | Olympiastadion, Amsterdam              | |
| 1981/82 | IFK Göteborg             | 1–0        | Hamburg                  | Ullevi, Göteborg                       | Första finalen med en svensk klubb.                                                                                       |
| 1981/82 | Hamburg                  | 0–3        | IFK Göteborg             | Volksparkstadion, Hamburg              | Första finalen med en svensk klubb.                                                                                       |
| 1982/83 | Anderlecht               | 1–0        | Benfica                  | Heyselstadion, Bryssel                 | Första finalen med en portugisisk klubb.                                                                                  |
| 1982/83 | Benfica                  | 1–1        | Anderlecht               | Estádio da Luz, Lissabon               | Första finalen med en portugisisk klubb.                                                                                  |
| 1983/84 | Anderlecht               | 1–1        | Tottenham Hotspur        | Constant Vanden Stock-stadion, Bryssel | Första finalen att gå till förlängning och straffsparksläggning. Tottenham Hotspur vann med 4–3 i straffsparksläggningen. |
| 1983/84 | Tottenham Hotspur        | 1–1 (e.f.) | Anderlecht               | White Hart Lane, London                | Första finalen att gå till förlängning och straffsparksläggning. Tottenham Hotspur vann med 4–3 i straffsparksläggningen. |
| 1984/85 | Videoton                 | 0–3        | Real Madrid              | Sóstóistadion, Székesfehérvár          | Första finalen med en ungersk klubb.                                                                                      |
| 1984/85 | Real Madrid              | 0–1        | Videoton                 | Santiago Bernabéu, Madrid              | Första finalen med en ungersk klubb.                                                                                      |
| 1985/86 | Real Madrid              | 5–1        | Köln                     | Santiago Bernabéu, Madrid              | Real Madrid blev första klubb att vinna två år i rad.                                                                     |
| 1985/86 | Köln                     | 2–0        | Real Madrid              | Olympiastadion, Berlin                 | Real Madrid blev första klubb att vinna två år i rad.                                                                     |
| 1986/87 | IFK Göteborg             | 1–0        | Dundee United            | Ullevi, Göteborg                       | Första finalen med en skotsk klubb.                                                                                       |
| 1986/87 | Dundee United            | 1–1        | IFK Göteborg             | Tannadice Park, Dundee                 | Första finalen med en skotsk klubb.                                                                                       |
| 1987/88 | Espanyol                 | 3–0        | Bayer Leverkusen         | Sarriàstadion, Barcelona               | Bayer Leverkusen vann med 3–2 i straffsparksläggningen.                                                                   |
| 1987/88 | Bayer Leverkusen         | 3–0 (e.f.) | Espanyol                 | Ulrich-Haberland-Stadion, Leverkusen   | Bayer Leverkusen vann med 3–2 i straffsparksläggningen.                                                                   |
| 1988/89 | Napoli                   | 2–1        | Stuttgart                | San Paolo-stadion, Neapel              | |
| 1988/89 | Stuttgart                | 3–3        | Napoli                   | Neckarstadion, Stuttgart               | |
| 1989/90 | Juventus                 | 3–1        | Fiorentina               | Stadio Comunale, Turin                 | Första finalen mellan två italienska klubbar.                                                                             |
| 1989/90 | Fiorentina               | 0–0        | Juventus                 | Stadio Partenio, Avellino              | Första finalen mellan två italienska klubbar.                                                                             |
| 1990/91 | Inter                    | 2–0        | Roma                     | Stadio Giuseppe Meazza, Milano         | Andra finalen i rad mellan två italienska klubbar.                                                                        |
| 1990/91 | Roma                     | 1–0        | Inter                    | Olympiastadion, Rom                    | Andra finalen i rad mellan två italienska klubbar.                                                                        |
| 1991/92 | Torino                   | 2–2        | Ajax                     | Stadio delle Alpi, Turin               | Ajax vann på flest gjorda bortamål.                                                                                       |
| 1991/92 | Ajax                     | 0–0        | Torino                   | Olympiastadion, Amsterdam              | Ajax vann på flest gjorda bortamål.                                                                                       |
| 1992/93 | Borussia Dortmund        | 1–3        | Juventus                 | Westfalenstadion, Dortmund             | Juventus blev första klubb att vinna tre gånger.                                                                          |
| 1992/93 | Juventus                 | 3–0        | Borussia Dortmund        | Stadio delle Alpi, Turin               | Juventus blev första klubb att vinna tre gånger.                                                                          |
| 1993/94 | Casino Salzburg          | 0–1        | Inter                    | Ernst-Happel-Stadion, Wien             | Första finalen med en österrikisk klubb.                                                                                  |
| 1993/94 | Inter                    | 1–0        | Casino Salzburg          | Stadio Giuseppe Meazza, Milano         | Första finalen med en österrikisk klubb.                                                                                  |
| 1994/95 | Parma                    | 1–0        | Juventus                 | Stadio Ennio Tardini, Parma            | |
| 1994/95 | Juventus                 | 1–1        | Parma                    | Stadio Giuseppe Meazza, Milano         | |
| 1995/96 | Bayern München           | 2–0        | Bordeaux                 | Olympiastadion, München                | Första finalen sedan 1987/88 utan italienskt deltagande.                                                                  |
| 1995/96 | Bordeaux                 | 1–3        | Bayern München           | Parc Lescure, Bordeaux                 | Första finalen sedan 1987/88 utan italienskt deltagande.                                                                  |
| 1996/97 | Schalke 04               | 1–0        | Inter                    | Parkstadion, Gelsenkirchen             | Schalke 04 vann med 4–1 i straffsparksläggningen.                                                                         |
| 1996/97 | Inter                    | 1–0 (e.f.) | Schalke 04               | Stadio Giuseppe Meazza, Milano         | Schalke 04 vann med 4–1 i straffsparksläggningen.                                                                         |

#### 1997/98–2008/09
Från och med säsongen 1997/98 avgörs finalen i en enda match på en i förväg bestämd neutral arena.
En asterisk (*) bredvid en klubbs namn betyder att klubben först deltog i Uefa Champions League (inklusive kval) den säsongen. Detta blev möjligt redan säsongen 1996/97, men inträffade för första gången säsongen 1999/00. 
| Säsong  | Vinnare                | Resultat   | Förlorare          | Arena                                        | Anmärkning                                                                                |
| ------- | ---------------------- | ---------- | ------------------ | -------------------------------------------- | ----------------------------------------------------------------------------------------- |
| 1997/98 | Inter                  | 3–0        | Lazio              | Parc des Princes, Paris                      |                                                                                           |
| 1998/99 | Parma                  | 3–0        | Marseille          | Luzjnikistadion, Moskva                      |                                                                                           |
| 1999/00 | Galatasaray*           | 0–0 (e.f.) | Arsenal*           | Parken, Köpenhamn                            | Första finalen med en turkisk klubb. Galatasaray vann med 4–1 i straffsparksläggningen.   |
| 2000/01 | Liverpool              | 5–4 (e.f.) | Alavés             | Westfalenstadion, Dortmund                   | Matchen avgjordes med golden goal.                                                        |
| 2001/02 | Feyenoord*             | 3–2        | Borussia Dortmund* | Feijenoordstadion, Rotterdam                 | Matchen spelades på Feyenoords hemmaarena.                                                |
| 2002/03 | Porto                  | 3–2 (e.f.) | Celtic*            | Olympiastadion, Sevilla                      | Matchen avgjordes med silver goal.                                                        |
| 2003/04 | Valencia               | 2–0        | Marseille*         | Ullevi, Göteborg                             |                                                                                           |
| 2004/05 | CSKA Moskva*           | 3–1        | Sporting Lissabon  | Estádio José Alvalade, Lissabon              | Första finalen med en rysk klubb. Matchen spelades på Sporting Lissabons hemmaarena.      |
| 2005/06 | Sevilla                | 4–0        | Middlesbrough      | Philips Stadion, Eindhoven                   |                                                                                           |
| 2006/07 | Sevilla                | 2–2 (e.f.) | Espanyol           | Hampden Park, Glasgow                        | Första finalen mellan två spanska klubbar. Sevilla vann med 3–1 i straffsparksläggningen. |
| 2007/08 | Zenit Sankt Petersburg | 2–0        | Rangers*           | City of Manchester Stadium, Manchester       |                                                                                           |
| 2008/09 | Sjachtar Donetsk*      | 2–1 (e.f.) | Werder Bremen*     | Fenerbahçe Şükrü Saracoğlu-stadion, Istanbul | Första finalen med en ukrainsk klubb.                                                     |

### Uefa Europa League-finaler
En asterisk (*) bredvid en klubbs namn betyder att klubben först deltog i Uefa Champions League (inklusive kval) den säsongen.
| Säsong  | Vinnare             | Resultat   | Förlorare              | Arena                                     | Anmärkning |
| ------- | ------------------- | ---------- | ---------------------- | ----------------------------------------- | --- |
| 2009/10 | Atlético Madrid*    | 2–1 (e.f.) | Fulham                 | HSH Nordbank Arena, Hamburg               | |
| 2010/11 | Porto               | 1–0        | Braga*                 | Aviva Stadium, Dublin                     | Första finalen mellan två portugisiska klubbar. |
| 2011/12 | Atlético Madrid     | 3–0        | Athletic Bilbao        | Arena Națională, Bukarest                 | |
| 2012/13 | Chelsea*            | 2–1        | Benfica*               | Amsterdam Arena, Amsterdam                | Chelsea blev första klubb att inneha Uefa Champions League-pokalen och Uefa Europa League-pokalen samtidigt.                                                                    |
| 2013/14 | Sevilla             | 0–0 (e.f.) | Benfica*               | Juventus Stadium, Turin                   | Sevilla vann med 4–2 i straffsparksläggningen. |
| 2014/15 | Sevilla             | 3–2        | Dnipro Dnipropetrovsk* | Nationalstadion, Warszawa                 | Sevilla blev första klubb att vinna fyra gånger. |
| 2015/16 | Sevilla*            | 3–1        | Liverpool              | St. Jakob-Park, Basel                     | Sevilla blev första klubb att vinna fem gånger och första klubb att vinna tre år i rad.                                                                                         |
| 2016/17 | Manchester United   | 2–0        | Ajax*                  | Friends Arena, Solna                      | |
| 2017/18 | Atlético Madrid*    | 3–0        | Marseille              | Parc Olympique Lyonnais, Décines-Charpieu | |
| 2018/19 | Chelsea             | 4–1        | Arsenal                | Olympiastadion, Baku                      | Första finalen mellan två klubbar från samma stad. |
| 2019/20 | Sevilla             | 3–2        | Inter*                 | Rheinenergiestadion, Köln                 | Sevilla blev första klubb att vinna sex gånger. Finalen spelades inför tomma läktare på grund av covid-19-pandemin.                                                             |
| 2020/21 | Villarreal          | 1–1 (e.f.) | Manchester United*     | Polsat Plus Arena Gdańsk, Gdańsk          | Villarreal vann med 11–10 i straffsparksläggningen, den längsta i en final i en Uefa-turnering. Finalen spelades inför ett begränsat publikantal på grund av covid-19-pandemin. |
| 2021/22 | Eintracht Frankfurt | 1–1 (e.f.) | Rangers*               | Estadio Ramón Sánchez Pizjuán, Sevilla    | Eintracht Frankfurt vann med 5–4 i straffsparksläggningen. |
| 2022/23 | Sevilla*            | 1–1 (e.f.) | Roma                   | Puskás Aréna, Budapest                    | Sevilla blev första klubb att vinna sju gånger. Sevilla vann med 4–1 i straffsparksläggningen.                                                                                  |
| 2023/24 | Atalanta            | 3–0        | Bayer Leverkusen       | Aviva Stadium, Dublin                     | Förlusten var Bayer Leverkusens första under säsongen över huvud taget efter 51 raka matcher utan förlust.                                                                      |
| 2024/25 | Tottenham Hotspur   | 1–0        | Manchester United      | Estadio San Mamés, Bilbao                 | Tottenham Hotspur vann trots en 17:e plats i Premier League, den sämsta ligaplaceringen för en vinnare av en europeisk cup.                                                     |

## Finaler per klubb
Nedanstående tabell presenterar det sammanlagda antalet finalvinster och -förluster per klubb av Uefacupen och Uefa Europa League.
| Nr | Klubb                    | Vinster | Förluster | Vinstår                                  | Förlustår        |
| -- | ------------------------ | ------- | --------- | ---------------------------------------- | ---------------- |
| 1  | Sevilla                  | 7       | 0         | 2006, 2007, 2014, 2015, 2016, 2020, 2023 | -                |
| 2  | Inter                    | 3       | 2         | 1991, 1994, 1998                         | 1997, 2020       |
| 3  | Juventus                 | 3       | 1         | 1977, 1990, 1993                         | 1995             |
| 3  | Liverpool                | 3       | 1         | 1973, 1976, 2001                         | 2016             |
| 3  | Tottenham Hotspur        | 3       | 1         | 1972, 1984, 2025                         | 1974             |
| 6  | Atlético Madrid          | 3       | 0         | 2010, 2012, 2018                         | -                |
| 7  | Borussia Mönchengladbach | 2       | 2         | 1975, 1979                               | 1973, 1980       |
| 8  | Real Madrid              | 2       | 0         | 1985, 1986                               | -                |
| 8  | IFK Göteborg             | 2       | 0         | 1982, 1987                               | -                |
| 8  | Parma                    | 2       | 0         | 1995, 1999                               | -                |
| 8  | Feyenoord                | 2       | 0         | 1974, 2002                               | -                |
| 8  | Porto                    | 2       | 0         | 2003, 2011                               | -                |
| 8  | Chelsea                  | 2       | 0         | 2013, 2019                               | -                |
| 8  | Eintracht Frankfurt      | 2       | 0         | 1980, 2022                               | -                |
| 15 | Manchester United        | 1       | 2         | 2017                                     | 2021, 2025       |
| 16 | Anderlecht               | 1       | 1         | 1983                                     | 1984             |
| 16 | Ajax                     | 1       | 1         | 1992                                     | 2017             |
| 16 | Bayer Leverkusen         | 1       | 1         | 1988                                     | 2024             |
| 19 | PSV                      | 1       | 0         | 1978                                     | -                |
| 19 | Ipswich Town             | 1       | 0         | 1981                                     | -                |
| 19 | Napoli                   | 1       | 0         | 1989                                     | -                |
| 19 | Bayern München           | 1       | 0         | 1996                                     | -                |
| 19 | Schalke 04               | 1       | 0         | 1997                                     | -                |
| 19 | Galatasaray              | 1       | 0         | 2000                                     | -                |
| 19 | Valencia                 | 1       | 0         | 2004                                     | -                |
| 19 | CSKA Moskva              | 1       | 0         | 2005                                     | -                |
| 19 | Zenit Sankt Petersburg   | 1       | 0         | 2008                                     | -                |
| 19 | Sjachtar Donetsk         | 1       | 0         | 2009                                     | -                |
| 19 | Villarreal               | 1       | 0         | 2021                                     | -                |
| 19 | Atalanta                 | 1       | 0         | 2024                                     | -                |
| 31 | Benfica                  | 0       | 3         | -                                        | 1983, 2013, 2014 |
| 31 | Marseille                | 0       | 3         | -                                        | 1999, 2004, 2018 |
| 33 | Borussia Dortmund        | 0       | 2         | -                                        | 1993, 2002       |
| 33 | Espanyol                 | 0       | 2         | -                                        | 1988, 2007       |
| 33 | Athletic Bilbao          | 0       | 2         | -                                        | 1977, 2012       |
| 33 | Arsenal                  | 0       | 2         | -                                        | 2000, 2019       |
| 33 | Rangers                  | 0       | 2         | -                                        | 2008, 2022       |
| 33 | Roma                     | 0       | 2         | -                                        | 1991, 2023       |
| 39 | Wolverhampton Wanderers  | 0       | 1         | -                                        | 1972             |
| 39 | Twente                   | 0       | 1         | -                                        | 1975             |
| 39 | Club Brugge              | 0       | 1         | -                                        | 1976             |
| 39 | Bastia                   | 0       | 1         | -                                        | 1978             |
| 39 | Röda stjärnan            | 0       | 1         | -                                        | 1979             |
| 39 | AZ                       | 0       | 1         | -                                        | 1981             |
| 39 | Hamburg                  | 0       | 1         | -                                        | 1982             |
| 39 | MOL Fehérvár             | 0       | 1         | -                                        | 1985             |
| 39 | Köln                     | 0       | 1         | -                                        | 1986             |
| 39 | Dundee United            | 0       | 1         | -                                        | 1987             |
| 39 | Stuttgart                | 0       | 1         | -                                        | 1989             |
| 39 | Fiorentina               | 0       | 1         | -                                        | 1990             |
| 39 | Torino                   | 0       | 1         | -                                        | 1992             |
| 39 | Red Bull Salzburg        | 0       | 1         | -                                        | 1994             |
| 39 | Bordeaux                 | 0       | 1         | -                                        | 1996             |
| 39 | Lazio                    | 0       | 1         | -                                        | 1998             |
| 39 | Alavés                   | 0       | 1         | -                                        | 2001             |
| 39 | Celtic                   | 0       | 1         | -                                        | 2003             |
| 39 | Sporting Lissabon        | 0       | 1         | -                                        | 2005             |
| 39 | Middlesbrough            | 0       | 1         | -                                        | 2006             |
| 39 | Werder Bremen            | 0       | 1         | -                                        | 2009             |
| 39 | Fulham                   | 0       | 1         | -                                        | 2010             |
| 39 | Braga                    | 0       | 1         | -                                        | 2011             |
| 39 | Dnipro Dnipropetrovsk    | 0       | 1         | -                                        | 2015             |

## Finaler per land
Nedanstående tabell presenterar det sammanlagda antalet finalvinster och -förluster per land av Uefacupen och Uefa Europa League.
| Nr | Land          | Vinster | Förluster | Vinstår                                                                            | Förlustår                                            |
| -- | ------------- | ------- | --------- | ---------------------------------------------------------------------------------- | ---------------------------------------------------- |
| 1  | Spanien       | 14      | 5         | 1985, 1986, 2004, 2006, 2007, 2010, 2012, 2014, 2015, 2016, 2018, 2020, 2021, 2023 | 1977, 1988, 2001, 2007, 2012                         |
| 2  | England       | 10      | 9         | 1972, 1973, 1976, 1981, 1984, 2001, 2013, 2017, 2019, 2025                         | 1972, 1974, 2000, 2006, 2010, 2016, 2019, 2021, 2025 |
| 3  | Italien       | 10      | 8         | 1977, 1989, 1990, 1991, 1993, 1994, 1995, 1998, 1999, 2024                         | 1990, 1991, 1992, 1995, 1997, 1998, 2020, 2023       |
| 4  | Tyskland      | 7       | 9         | 1975, 1979, 1980, 1988, 1996, 1997, 2022                                           | 1973, 1980, 1982, 1986, 1989, 1993, 2002, 2009, 2024 |
| 5  | Nederländerna | 4       | 3         | 1974, 1978, 1992, 2002                                                             | 1975, 1981, 2017                                     |
| 6  | Portugal      | 2       | 5         | 2003, 2011                                                                         | 1983, 2005, 2011, 2013, 2014                         |
| 7  | Sverige       | 2       | 0         | 1982, 1987                                                                         | -                                                    |
| 7  | Ryssland      | 2       | 0         | 2005, 2008                                                                         | -                                                    |
| 9  | Belgien       | 1       | 2         | 1983                                                                               | 1976, 1984                                           |
| 10 | Ukraina       | 1       | 1         | 2009                                                                               | 2015                                                 |
| 11 | Turkiet       | 1       | 0         | 2000                                                                               | -                                                    |
| 12 | Frankrike     | 0       | 5         | -                                                                                  | 1978, 1996, 1999, 2004, 2018                         |
| 13 | Skottland     | 0       | 4         | -                                                                                  | 1987, 2003, 2008, 2022                               |
| 14 | Serbien       | 0       | 1         | -                                                                                  | 1979                                                 |
| 14 | Ungern        | 0       | 1         | -                                                                                  | 1985                                                 |
| 14 | Österrike     | 0       | 1         | -                                                                                  | 1994                                                 |

1. ↑  Inklusive Västtyskland (4–5)
2. ↑  Inklusive Jugoslavien (0–1)

## Maratontabell
Nedanstående tabeller presenterar de tio främsta klubbarna i Uefacupens och Uefa Europa Leagues historia (inklusive kvalomgångar). Klubbar som spelar i Uefa Europa League säsongen 2025/26 markeras med fet stil.
Vid två poäng för vinst
| Nr | Klubb             | S   | V  | O  | F  | GM  | IM  | MS   | P   |
| -- | ----------------- | --- | -- | -- | -- | --- | --- | ---- | --- |
| 1  | Sporting Lissabon | 203 | 95 | 48 | 60 | 320 | 226 | +94  | 238 |
| 2  | Inter             | 191 | 96 | 44 | 51 | 297 | 173 | +124 | 236 |
| 3  | Tottenham Hotspur | 168 | 97 | 40 | 31 | 343 | 147 | +196 | 234 |
| 4  | Roma              | 186 | 97 | 40 | 49 | 319 | 182 | +137 | 234 |
| 5  | PSV               | 179 | 91 | 39 | 49 | 305 | 189 | +116 | 221 |
| 6  | Sevilla           | 158 | 92 | 33 | 33 | 283 | 133 | +150 | 217 |
| 7  | Ajax              | 177 | 88 | 32 | 57 | 305 | 186 | +119 | 208 |
| 8  | Club Brugge       | 182 | 79 | 42 | 61 | 297 | 236 | +61  | 200 |
| 9  | Anderlecht        | 166 | 79 | 41 | 46 | 273 | 187 | +86  | 199 |
| 10 | Lazio             | 163 | 79 | 39 | 45 | 257 | 183 | +74  | 197 |

Vid tre poäng för vinst
| Nr | Klubb             | S   | V  | O  | F  | GM  | IM  | MS   | P   |
| -- | ----------------- | --- | -- | -- | -- | --- | --- | ---- | --- |
| 1  | Sporting Lissabon | 203 | 95 | 48 | 60 | 320 | 226 | +94  | 333 |
| 2  | Inter             | 191 | 96 | 44 | 51 | 297 | 173 | +124 | 332 |
| 3  | Tottenham Hotspur | 168 | 97 | 40 | 31 | 343 | 147 | +196 | 331 |
| 4  | Roma              | 186 | 97 | 40 | 49 | 319 | 182 | +137 | 331 |
| 5  | PSV               | 179 | 91 | 39 | 49 | 305 | 189 | +116 | 312 |
| 6  | Sevilla           | 158 | 92 | 33 | 33 | 283 | 133 | +150 | 309 |
| 7  | Ajax              | 177 | 88 | 32 | 57 | 305 | 186 | +119 | 296 |
| 8  | Club Brugge       | 182 | 79 | 42 | 61 | 297 | 236 | +61  | 279 |
| 9  | Anderlecht        | 166 | 79 | 41 | 46 | 273 | 187 | +86  | 278 |
| 10 | Lazio             | 163 | 79 | 39 | 45 | 257 | 183 | +74  | 276 |

## Flest matcher
Nedanstående tabell presenterar de tio främsta spelarna när det gäller antalet matcher i Uefacupens och Uefa Europa Leagues historia (inklusive kvalomgångar). Spelare som är aktiva i något av Uefas medlemsländer markeras med fet stil.
| Nr | Spelare             | Matcher | År        | Klubb(ar)                                                                                      |
| -- | ------------------- | ------- | --------- | ---------------------------------------------------------------------------------------------- |
| 1  | Giuseppe Bergomi    | 96      | 1981–1998 | Inter (96)                                                                                     |
| 2  | Frank Rost          | 90      | 1995–2010 | Werder Bremen (22), Schalke 04 (28), Hamburg (40)                                              |
| 3  | Rui Patrício        | 88      | 2008–2023 | Sporting Lissabon (59), Wolverhampton Wanderers (15), Roma (14)                                |
| 4  | Bibras Natkho       | 87      | 2006–     | Hapoel Tel Aviv (27), Rubin Kazan (32), CSKA Moskva (6), Olympiakos (8), Partizan Belgrad (14) |
| 5  | James Tavernier     | 82      | 2012–     | Newcastle United (4), Rangers (78)                                                             |
| 5  | Dries Mertens       | 82      | 2010–2025 | Utrecht (12), PSV (17), Napoli (41), Galatasaray (12)                                          |
| 7  | Aleksandar Dragović | 81      | 2008–     | Austria Wien (16), Basel (13), Dynamo Kiev (19), Bayer Leverkusen (19), Röda stjärnan (14)     |
| 7  | José Reina          | 81      | 2000–2024 | Barcelona (7), Villarreal (30), Liverpool (27), Napoli (11), Milan (6)                         |
| 9  | Allan McGregor      | 80      | 2006–2022 | Rangers (76), Hull City (4)                                                                    |
| 9  | João Moutinho       | 80      | 2005–     | Sporting Lissabon (27), Porto (19), Monaco (6), Wolverhampton Wanderers (17), Braga (11)       |

## Flest mål
Nedanstående tabell presenterar de tio främsta målskyttarna i Uefacupens och Uefa Europa Leagues historia (inklusive kvalomgångar). Spelare som är aktiva i något av Uefas medlemsländer markeras med fet stil.
| Nr | Spelare                   | Mål | Matcher | Målsnitt | År        | Klubb(ar)                                                           |
| -- | ------------------------- | --- | ------- | -------- | --------- | ------------------------------------------------------------------- |
| 1  | Henrik Larsson            | 40  | 56      | 0,71     | 1996–2009 | Feyenoord (1), Celtic (27), Helsingborg (12)                        |
| 2  | Pierre-Emerick Aubameyang | 37  | 68      | 0,54     | 2009–2024 | Borussia Dortmund (11), Arsenal (14), Barcelona (2), Marseille (10) |
| 3  | Klaas-Jan Huntelaar       | 34  | 54      | 0,63     | 2004–2020 | Heerenveen (5), Ajax (11), Schalke 04 (18)                          |
| 4  | Alfredo Morelos           | 32  | 62      | 0,52     | 2016–2022 | HJK Helsingfors (4), Rangers (28)                                   |
| 5  | Aritz Aduriz              | 31  | 47      | 0,66     | 2012–2018 | Athletic Bilbao (31)                                                |
| 5  | Radamel Falcao            | 31  | 35      | 0,89     | 2010–2021 | Porto (18), Atlético Madrid (13)                                    |
| 7  | Dieter Müller             | 29  | 36      | 0,81     | 1973–1983 | Köln (25), Stuttgart (1), Bordeaux (3)                              |
| 8  | Edin Džeko                | 28  | 60      | 0,47     | 2003–     | Wolfsburg (5), Manchester City (3), Roma (17), Fenerbahçe (3)       |
| 9  | Sjota Arveladze           | 27  | 45      | 0,6      | 1994–2007 | Dinamo Tbilisi (2), Trabzonspor (4), Ajax (9), Rangers (3), AZ (9)  |
| 9  | Bruno Fernandes           | 27  | 58      | 0,47     | 2018–     | Sporting Lissabon (11), Manchester United (16)                      |
| 9  | Alexandre Lacazette       | 27  | 62      | 0,44     | 2012–2025 | Lyon (14), Arsenal (13)                                             |
| 9  | Vágner Love               | 27  | 44      | 0,61     | 2005–2021 | CSKA Moskva (20), Beşiktaş (4), Kairat (3)                          |
| 9  | Romelu Lukaku             | 27  | 46      | 0,59     | 2009–     | Anderlecht (5), Everton (8), Inter (7), Roma (7)                    |

## Utmärkelser

### Säsongens spelare
Nedanstående tabell presenterar de spelare som utsetts till säsongens spelare i Uefa Europa League sedan utmärkelsen började delas ut efter säsongen 2016/17.
| Säsong  | Spelare                   | Position    | Klubb               | Källa  |
| ------- | ------------------------- | ----------- | ------------------- | ------ |
| 2016/17 | Paul Pogba                | Mittfältare | Manchester United   | [ 59 ] |
| 2017/18 | Antoine Griezmann         | Anfallare   | Atlético Madrid     | [ 60 ] |
| 2018/19 | Eden Hazard               | Mittfältare | Chelsea             | [ 61 ] |
| 2019/20 | Romelu Lukaku             | Anfallare   | Inter               | [ 62 ] |
| 2020/21 | Gerard Moreno             | Anfallare   | Villarreal          | [ 63 ] |
| 2021/22 | Filip Kostić              | Mittfältare | Eintracht Frankfurt | [ 64 ] |
| 2022/23 | Jesús Navas               | Försvarare  | Sevilla             | [ 65 ] |
| 2023/24 | Pierre-Emerick Aubameyang | Anfallare   | Marseille           | [ 66 ] |
| 2024/25 | Cristian Romero           | Försvarare  | Tottenham Hotspur   | [ 67 ] |

### Säsongens unga spelare
Nedanstående tabell presenterar de spelare som utsetts till säsongens unga spelare i Uefa Europa League sedan utmärkelsen började delas ut efter säsongen 2021/22.
| Säsong  | Spelare       | Position    | Klubb               | Källa  |
| ------- | ------------- | ----------- | ------------------- | ------ |
| 2021/22 | Ansgar Knauff | Mittfältare | Eintracht Frankfurt | [ 68 ] |
| 2022/23 | Florian Wirtz | Mittfältare | Bayer Leverkusen    | [ 69 ] |
| 2023/24 | Florian Wirtz | Mittfältare | Bayer Leverkusen    | [ 70 ] |
| 2024/25 | Rayan Cherki  | Mittfältare | Lyon                | [ 71 ] |

## Prispengar
Alla klubbar som deltar i Uefa Europa League erhåller prispengar av Uefa. Dessa består dels av förutbestämda belopp och dels av belopp som varierar beroende på klubbarnas Uefa-koefficienter och värdet av deras länders TV-marknader.
För säsongen 2025/26 ser de förutbestämda beloppen ut på följande sätt:
- Klubbar som deltar i kvalspelet: 175 000 euro per omgång som de spelade i (dock får de klubbar som vinner i playoffomgången inga pengar för den omgången)
- Klubbar som når seriespelet: 4 310 000 euro
- Vinst i seriespelet: 450 000 euro
- Oavgjort i seriespelet: 150 000 euro
- Klubben på plats 1 i seriespelet: 36 andelar à 75 000 euro (2 700 000 euro), klubben på plats 2 i seriespelet: 35 andelar à 75 000 euro (2 625 000 euro), klubben på plats 3 i seriespelet: 34 andelar à 75 000 euro (2 550 000 euro) och så vidare ned till klubben på plats 36 i seriespelet: 1 andel à 75 000 euro (värdet av andelen ökar för varje oavgjord match i seriespelet, då det vid oavgjort resultat betalas ut 150 000 euro mindre än vid vinst för endera klubben, och dessa "sparade" pengar går in i denna pott)
- Klubbar på plats 1–8 i seriespelet: 600 000 euro
- Klubbar på plats 9–16 i seriespelet: 300 000 euro
- Klubbar som når slutspelets playoffomgång: 300 000 euro
- Klubbar som når åttondelsfinalerna: 1 750 000 euro
- Klubbar som når kvartsfinalerna: 2 500 000 euro
- Klubbar som når semifinalerna: 4 200 000 euro
- Klubbar som når finalen: 7 000 000 euro
- Klubben som vinner finalen: 6 000 000 euro

Dessutom fördelas nästan 200 000 000 euro till klubbarna som når seriespelet enligt en invecklad beräkningsmodell, där man tar hänsyn till hur mycket TV-bolagen i de europeiska och icke-europeiska länderna betalar för sändningsrättigheterna och även till klubbarnas Uefa-koefficienter.
Som jämförelse kan nämnas att klubbar som når seriespelet i Uefa Champions League får 18 620 000 euro.

## TV-sändningar
Från och med säsongen 2021/22 förvärvades de svenska sändningsrättigheterna till Uefa Europa League av NENT Group, som visade alla matcherna från gruppspelet och framåt i strömningstjänsten Viaplay och dessutom vissa matcher på TV (Viasat, TV3 och TV6).
Tre år senare, inför säsongen 2024/25 med dess nya format, köpte Walt Disney Company sändningsrättigheterna i Sverige för tre säsonger. Matcherna visades i strömningstjänsten Disney+.